# Liste der Präsidenten von Serbien (SFR Jugoslawien)

Flagge der SR Serbien

Die Liste der Präsidenten von Serbien (SFR Jugoslawien) listet die Präsidenten von Serbien als Teilrepublik der Sozialistischen Föderativen Republik Jugoslawien auf.

## Liste
Das Amt der Präsidenten (Präsident des Präsidiums der SR Serbien, serbokroatisch: Predsednik Predsedništva SR Srbije) wurde (ebenso wie die Präsidenten der anderen Republiken und Provinzen Jugoslawiens auch) durch die jugoslawische Verfassungsreform von 1974 neu geschaffen. Zuvor war jeweils der Parlamentspräsident Inhaber des formal höchsten Amtes auf Ebene der Republiken und Provinzen.
| Name                                                                | Beginn der Amtszeit | Ende der Amtszeit  |
| ------------------------------------------------------------------- | ------------------- | ------------------ |
| Dragoslav Marković                                                  | 6. Mai 1974         | 5. Mai 1978        |
| Dobrivoje Vidić                                                     | 5. Mai 1978         | 5. Mai 1982        |
| Nikola Ljubičić                                                     | 5. Mai 1982         | 5. Mai 1984        |
| Dušan Čkrebić                                                       | 5. Mai 1984         | 5. Mai 1985        |
| Ivan Stambolić                                                      | 5. Mai 1985         | 14. Dezember 1987  |
| Petar Gračanin                                                      | 14. Dezember 1987   | 20. März 1989      |
| Ljubiša Igić (kommissarisch)                                        | 20. März 1989       | 8. Mai 1989        |
| Slobodan Milošević                                                  | 8. Mai 1989         | 28. September 1990 |
| danach → Liste der Präsidenten von Serbien (Serbien und Montenegro) |                     |                    |

Alle Präsidenten waren Mitglied des Bundes der Kommunisten Jugoslawiens. Am 27. Juli 1990 wurde der serbische Landesverband dieser Partei unter Führung von Slobodan Milošević in die eigenständige Sozialistische Partei Serbiens umgewandelt.